# The Detective (film, 2007)
Série
The Detective 2
(2011)
Pour plus de détails, voir Fiche technique et Distribution.
The Detective (C+偵探, C+ jing taam) est un thriller hongkongais co-écrit et réalisé par Oxide Pang et sorti en 2007.
Il raconte l'histoire d'un détective privé engagé pour retrouver une jeune femme disparue qui pourrait être liée à une série de meurtres en Thaïlande. Sa suite, The Detective 2, sort en 2011.

## Synopsis
Tam (Aaron Kwok), un détective privé sans le sou, reçoit un jour la mission d'un client de retrouver une femme qui veut le tuer. Il laisse à Tam une photo d'elle et une grosse somme d'argent sans donner d'autres détails. Tam ne peut pas résister à l'offre et son enquête commence.
Sachant que Sum, la femme sur la photo, est fréquente souvent le magasin où la photo a été prise, Tam essaie d'obtenir des indices sur ses allées et venues auprès des commerçants. On lui dit de la chercher auprès de ses camarades de mahjong. Tam commence avec Ming, mais quand il arrive chez celui-ci, il le trouve Ming pendu dans le salon.
Alors que Tam continue de chercher d'autres camarades de mahjong de Sum, il est choqué de trouver chacun d'eux assassiné chaque fois qu'il est sur le point de les contacter. Il découvre une photo à moitié brûlée sur l'une des scènes, réalise que ces morts sont suspectes et décide de protéger la prochaine cible du meurtrier invisible. La photo est le seul indice de Tam pour résoudre l'affaire.

## Fiche technique
- Titre original : C+偵探
- Titre international : The Detective
- Réalisation : Oxide Pang
- Scénario : Oxide Pang et Thomas Pang
- Photographie : Decha Srimantra
- Montage : Curran Pang
- Musique : Jadet Chawang et Payont Permsith
- Production : Frères Pang
- Sociétés de production : Universe Entertainment, Sil-Metropole Organisation et Magic Head Film Production
- Société de distribution : Universe Films Distribution Company
- Pays d’origine :  Hong Kong
- Langue originale : cantonais et thaï
- Format : couleur
- Genres : Thriller
- Durée : 109 minutes
- Date de sortie :
  -  Hong Kong : 25 septembre 2007
  -  Singapour : 4 octobre 2007
  -  Japon : 3 mai 2014

## Distribution
- Aaron Kwok : Tam
- Liu Kai-chi : Inspecteur Fung Chak
- Wayne Lai (en) : Sai Wing
- Kenny Wong (en) : Kwong Chi-hung
- Shing Fui-on : Fei Lung
- Jo Kuk (en) : Yin

## Prix et nominations
| Prix et nominations                                     | Prix et nominations               | Prix et nominations            | Prix et nominations |
| Cérémonie                                               | Catégorie                         | Récipiendaire                  | Issue               |
| ------------------------------------------------------- | --------------------------------- | ------------------------------ | ------------------- |
| 27e cérémonie des Hong Kong Film Awards                 | Meilleur acteur                   | Aaron Kwok                     | Nomination          |
| 27e cérémonie des Hong Kong Film Awards                 | Meilleur montage                  | Oxide Pang, Curran Pang        | Nomination          |
| 27e cérémonie des Hong Kong Film Awards                 | Meilleure direction artistique    | Anuson Pinyopotjanee           | Nomination          |
| 27e cérémonie des Hong Kong Film Awards                 | Meilleurs costumes et maquillages | Surasak Warakitcharoen         | Nomination          |
| 27e cérémonie des Hong Kong Film Awards                 | Meilleure bande originale         | Payont Permsith, Jadet Chawang | Nomination          |
| 27e cérémonie des Hong Kong Film Awards                 | Meilleur son                      | Wachira Wongsaroj              | Nomination          |
| 27e cérémonie des Hong Kong Film Awards                 | Meilleurs effets visuels          | Suchada Somasavachai           | Nomination          |
| 44e cérémonie des Golden Horse Awards                   | Meilleur acteur                   | Aaron Kwok                     | Nomination          |
| 44e cérémonie des Golden Horse Awards                   | Meilleure direction artistique    | Anuson Pinyopotjanee           | Lauréat             |
| 14e cérémonie des Hong Kong Film Critics Society Awards | Film de mérite                    | The Detective                  | Lauréat             |